# (32906) 1994 RH
(32906) 1994 RH est un astéroïde Amor découvert en 1994.

## Description
(32906) 1994 RH a été découvert le 2 septembre 1994 à l'observatoire Palomar, situé au nord de San Diego en Californie, par Eleanor Francis Helin et Kenneth J. Lawrence.

### Caractéristiques orbitales
L'orbite de cet astéroïde est caractérisée par un demi-grand axe de 2,25 ua, un périhélie de 1,25 ua, une excentricité de 0,44 et une inclinaison de 18,93° par rapport à l'écliptique. Du fait de ces caractéristiques, à savoir un périhélie compris entre 1,017 et 1,3 ua, il est classé comme astéroïde Amor, une famille d'astéroïdes géocroiseurs, s'approchant de l'orbite de la Terre.

### Caractéristiques physiques
(32906) 1994 RH a une magnitude absolue (H) de 15,8 et un albédo estimé à 0,053.